# Formaggio bastardo del Grappa
Il formaggio bastardo del Grappa è un formaggio di latte vaccino tipico degli alpeggi del monte Grappa, in Veneto.

## Storia
Fu così chiamato perché il suo processo di lavorazione è un ibrido tra quello dell'Asiago "pressato" e quello dell'Asiago "d'allevo". La sua produzione, iniziata nel XIX secolo, ha subito un notevole incremento nel secondo dopoguerra.

## Territorio e reperibilità
Il bastardo è prodotto dal latte delle vacche allevate sugli alpeggi del monte Grappa, pertanto coinvolge tutti i territori comunali in cui è compreso il massiccio: in provincia di Treviso Borso del Grappa, Pieve del Grappa, Possagno e Cavaso del Tomba; in provincia di Belluno Setteville, Feltre, Seren del Grappa e Arsiè; in provincia di Vicenza Valbrenta, Solagna, Pove del Grappa e Romano d'Ezzelino.
Viene venduto direttamente dalle malghe e dalle latterie della zona da giugno a ottobre.

## Produzione
Il latte viene parzialmente scremato. Nelle malghe questa operazione avviene per affioramento lasciandolo riposare fino al mattino successivo (in un locale ventilato detto "casón dell'aria") . 
Una volta rimossa la materia grassa, viene mescolato assieme ad altro latte appena munto e riscaldato a 38-42 °C, tenendolo continuamente in movimento e con l'aggiunta del caglio. La cagliata è fatta riposare una trentina di minuti, quindi è rotta finemente e di nuovo riscaldata a 48-50 °C. Viene poi trasferita in fascere forate (perché spurghi il siero) e successivamente in fascere di legno e leggermente pressate. Le forme sono lasciate riposare (in malga nel "casón del fogo") per 2-3 giorni, finché la pasta non ha assunto una consistenza morbida.
La salatura avviene in salina per 4-5 giorni. In seguito viene lasciato maturare (in malga nel "casarìn"), per un minimo di 25 giorni e fino a oltre un anno. Durante questa fase le forme sono rivoltate più volte per favorirne l'asciugatura e raschiate e oliate per rimuovere le muffe.

## Descrizione e usi
Si presenta in forme cilindriche del peso di 2,5-5 kg, con diametro di 20-35 cm e scalzo alto 5-8 cm. Ha pasta morbida con piccole occhiature, di colore giallo paglierino che diventa più intenso quando è matura. La stagionatura la rende più granulosa, ma sempre compatta. Il sapore è dolce e sapido, che diventa più intenso con la stagionatura.
Può essere consumato crudo come antipasto o secondo, ma può anche essere fritto o grigliato.